# 無縁ビジネス
無縁ビジネス（むえんビジネス）とは、無縁社会に生きる単身者の孤独、孤独死への恐怖、不安を対象とする産業。

## 概要

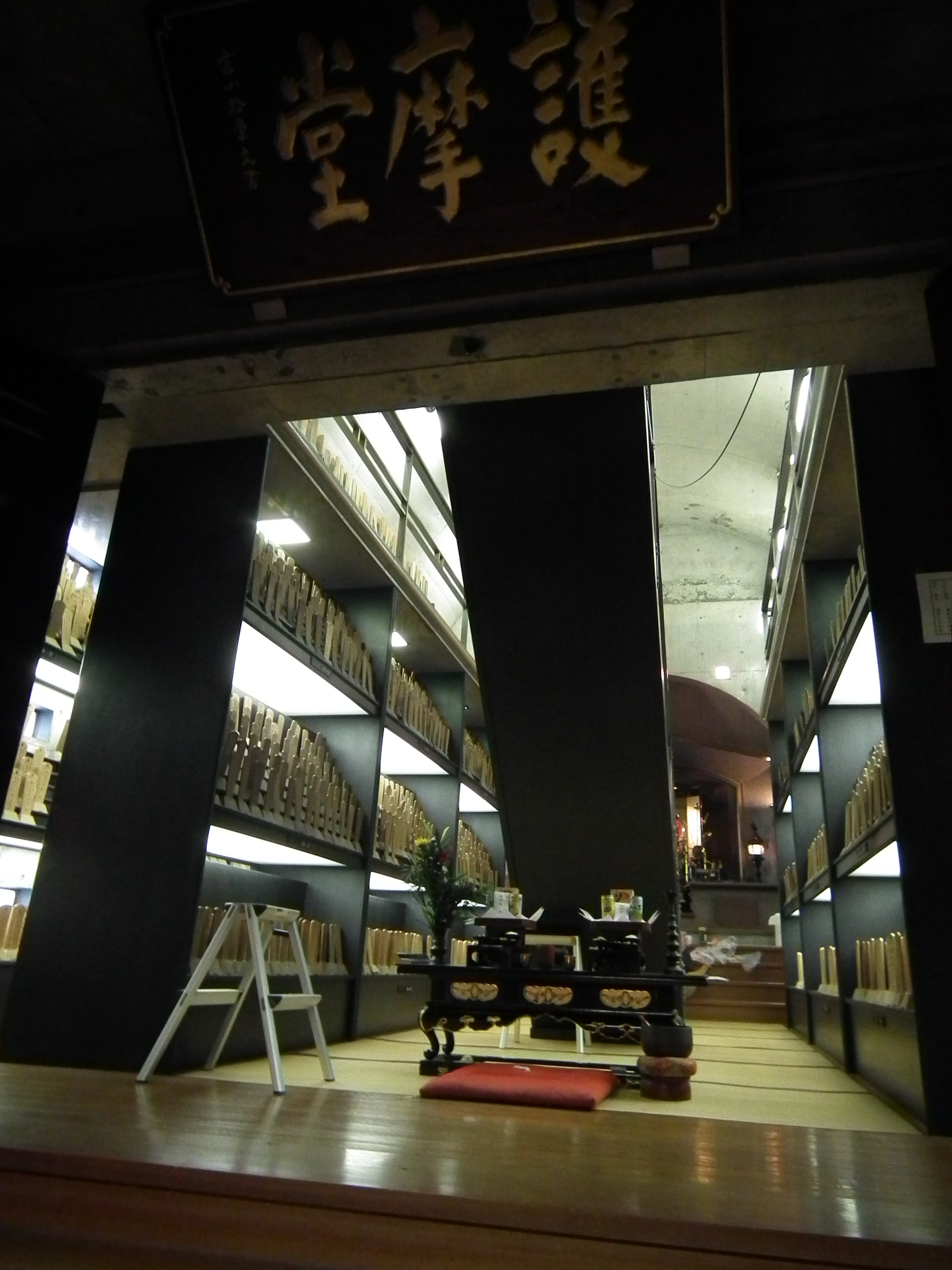
四国八十八箇所霊場の第71番札所弥谷寺の運営する永代供養（護摩堂）

2010年に、NHKによる造語として「無縁社会」が大きな反響を呼んだ。実際に、誰にも看取られることなく死にゆく無縁死者数は年間32,000人にも上る。
それ以前より急増していた単身者を対象とした主に高齢、死を扱う新しいビジネスとして共同墓地、永代供養、保証人・高齢者見守りサービス・家事代行サービス・買い物代行、話し相手サービス、身辺整理や遺品整理、埋葬などを専門に請け負う特殊清掃業、特定非営利活動法人などがにわかに産業として脚光を浴び、注目されるようになった。こうしたビジネスを無縁ビジネスとよび、無縁社会とともに現代を象徴する流行語にひとつとして語られることが多くなった。

## 背景
NHKの取材によると、かつて日本社会で多く見られた、地縁、血縁といった地域社会での人間関係や、家族・親類との関係が次第に失われ、さらには終身雇用が崩壊したことで、会社との絆であった「社縁」までが失われたことによって生み出されていた。